# خيسوس ترينداد
خيسوس ترينداد (بالإسبانية: Jesús Trindade)‏ هو لاعب كرة قدم أوروغواياني في مركز الوسط، ولد في 10 يوليو 1993 في سالتو في الأوروغواي. يلعب حالياً مع نادي برشلونة الإكوادوري.

## وصلات خارجية
- خيسوس ترينداد على موقع إي إس بي إن إف سي (الإنجليزية)
- خيسوس ترينداد على موقع قاعدة بيانات كرة القدم.إي يو (الإنجليزية)
- خيسوس ترينداد على موقع Soccerway.com (الإنجليزية)
- خيسوس ترينداد على موقع عالم كرة القدم.نت (الإنجليزية)